# Sofia Laskaridu
Sofia Laskaridu (grško Σοφία Λασκαρίδου), grška umetnica, * 1882, Atene, Grčija, † 13. november 1965, Kallitea, Atika, Grčija.  
Kot ena izmed prvih žensk, ki so se v Grčiji profesionalno ukvarjale z umetnostjo je znana po svojih postimpresionističnih slikah v začetku 20. stoletja. Bila je prva ženska, ki je študirala na atenski šoli za likovno umetnost in kmalu po končanem študiju v Atenah svoje izobraževanje nadaljevala najprej v Münchnu nato pa v Parizu. O njenem bivanju v Evropi so se postopoma razvili miti, na primer, da je imela razmerje s Pablom Picassom in Augusteom Renoirjem, ki so se pozneje izkazali za resnične. Kljub njenemu delu je danes bolj kot po njenih umetninah znana po njenem emancipiranem življenju.

## Življenje

### Mladost
Sofia Laskaridu se je rodila v Atenah, glavnem mestu Kraljevine Grčije, učiteljici Ekaterini Laskaridu in trgovcu Laskarisu Laskaridisu (1820–1899). Živela je v Kallitei, takrat majhnem kraju blizu Aten, in odraščala v premožnem in svetovljanskem domu, kjer so spodbujali njeno nadarjenost. Njena mati se je rodila na Dunaju, oče pa je odraščal v Londonu; oba sta imela za tisti čas sodoben življenjski slog. Laskaridujina mati je bila zagovornica izobraževanja žensk in je leta 1864 ustanovila dekliško šolo, leta 1897 vrtec ter prva uvedla telesno vzgojo za dekleta. Laskaridu je imela dve sestri. Njena mlajša sestra Irini je leta 1907 odprla prvo grško šolo za slepe v Kallitei in v Grčiji uvedla Braillovo pisavo.
Laskaridu je začela slikati, še preden je bila deležna kakršne koli umetniške izobrazbe. Sprva se je osredotočila na en plein air, deloma zato, ker ni imela potrebnega znanja za upodabljanje figur. Njena odločitev, da bo slikala na prostem, je bila v tistem času v Grčiji nenavadna, zlasti za žensko, saj je bila na podeželju stalno v nevarnosti pred tatovi. Risanja in slikanja jo je doma sprva učil švicarski slikar in arheološki risar Emile Gilliéron. Nato je med letoma 1894 in 1900 obiskovala dekliški razred na atenski akademiji za likovno umetnost pod mentorstvom Georgiosa Roilosa in Konstantinosa Volanakisa. V obdobju med letoma 1897 in 1907 je sodelovala na pomembnih umetniških razstavah, med drugim na razstavi v Zappeionu in mednarodni razstavi leta 1903.

### Kariera
Laskaridujin oče ni želel, da bi se njegova hči poklicno posvetila slikarstvu, saj je bilo to za žensko v takratni grški družbi nenavadno. Laskaridu se je zato za študij umetnosti odločila šele po očetovi smrti.
Po materinem nasvetu se je sama odpravila h grškemu kralju Juriju I., da bi dobila dovoljenje za študij na atenski akademiji za likovno umetnost kot ženska. Zakon, ki je ženskam onemogočal študij umetnosti, je bil spremenjen in leta 1903 je postala prva študentka slikarstva na univerzi, s čimer je utrla pot drugim ženskam. Njena univerzitetna učitelja sta bila Georgios Jakobides in Nikiforos Litras. Njeni sošolci so večinoma nasprotovali njenemu vpisu na umetniško akademijo, saj so bili proti temu, da bi ženska opravljala poklic, ki je rezerviran za moške, in menili, da je nedostojno, če ženska slika v prisotnosti neoblečenih oseb, kot je bilo to običajno pri vajah risanja akta na umetniških akademijah.
Leta 1906 je Laskaridu skupaj z že priznano grško slikarko Thalio Flora-Karavia razstavljala svoja dela v dvorani Filološkega društva Parnassos v Atenah. Razstava je doživela komercialni uspeh. Ženski sta takrat veljali za najbolj znani grški slikarki in sta se osebno srečali že na začetku stoletja, o čemer priča intervju iz leta 1901. Leta 1907 je Laskaridu zaključila študij z diplomo in prejela triletno štipendijo fundacije Bozeiou za študij v tujini. Odšla je v München, kjer je študirala v Dachauu in na Münchenskem združenju umetnikov. Med njenimi učitelji so bili Walter Thor, Simon Hollósy, Leo Putz in Max Feldbauer. Po kratkem bivanju v Atenah je med letoma 1910 in 1916 nadaljevala študij v Parizu, kjer je obiskovala predavanja na Académie de la Grande Chaumière in Académie Colarossi ter sodelovala na različnih razstavah.
Po materini smrti se je kot ugledna umetnica leta 1916 za stalno vrnila nazaj v Grčijo, slikala in vodila materin vrtec, kjer je 36 let poučevala tudi risanje. Leta 1924 in 1927 je priredila samostojni razstavi in prodala veliko svojih slik. Zatem je le občasno razstavljala z drugimi umetniki. O njenem bivanju v Evropi so se postopoma razvili miti, na primer, da je imela razmerje s Pablom Picassom in Augusteom Renoirjem, ki so pozneje postali dejstvo. Leta 1952 je pripravila samostojno retrospektivno razstavo, leto kasneje pa ji je Atenska akademija podelila priznanje za njeno umetniško življenjsko delo. Umrla je leta 1965 v Atenah.

## Delo
Magdaleni Varoucha je v svojem članku o njenih delih zapisala:
Les sujets de Laskaridou incluent des paysages, des portraits et des natures mortes et son style montre l'influence de l'impressionnisme.
Laskaridujine teme vključujejo krajine, portrete in tihožitja, na njen slog pa je vplival impresionizem.
— Magdaleni Varoucha
Na začetku kariere je Laskaridu kazala zanimanje predvsem za krajinsko slikarstvo. Po poročilih naj bi pri delu v okolici Aten s seboj vedno vzela pištolo, da bi se lahko po potrebi branila pred potujočimi razbojniki. Sodobni kritiki so Laskaridu pohvalili zlasti zaradi izbire teme, grške pokrajine, katere svetlobo je znala realistično upodobiti. Za njeno delo je značilna velika slogovna in tematska širina. Poleg grških pokrajin je naslikala tudi številne žanrske prizore, večinoma ženske, ter ekspresivne portrete in tihožitja. Kljub temu je danes bolj kot po njenih umetninah znana po njenem emancipiranem življenju.

## Zasebno življenje
Sofia Laskaridu je bila v ljubezenskem razmerju z grškim pesnikom Periklisom Giannopulosom (1869–1910), vendar se z njim ni hotela poročiti, ker se kot umetnica ni želela zavezati. Kasneje je v svojem avtobiografskem delu o svojem takratnem odnosu zapisala naslednje:
Η τέχνη μου γέμισε χαρά την ζωή μου. ‘Ημουν ελεύθερο πουλί. Είχα δική μου περιουσία απο κληρονομία ένος θείου μου. Αλλά ή ανατροφή μου, η αγάπη μου για τους γονείς μου δεν μου έδιναν το θάρρος να έγκαταλείψω τα πάντα για την αγάπη μας.
Moja umetnost je napolnila moje življenje z veseljem. Bila sem svobodna kot ptica in imela sem svoje premoženje zaradi stričeve dediščine. Toda moja vzgoja in ljubezen do staršev me nista mogli prepričati, da bi vse zapustila zaradi svoje ljubezni.
— Sofia Laskaridu, Iz mojega dnevnika. Dodatek: Velika ljubezen
Vendar Laskaridu ni obupala nad Giannopulosom in ga skušala prepričati, da bi z njo odšel v tujino neporočen. Med njeno odsotnostjo v tujini je leta 1910 naredil samomor, deloma zaradi razočarane ljubezni do nje, deloma pa zato, ker kot pesnik ni bil deležen dovolj velike prepoznavnosti. Laskaridu mu je posvetila dnevnik, ki ga je izdala v samozaložbi in v katerem pripoveduje o tem, kako ga je spoznala, ter izraža svoj obup nad njegovo smrtjo. Ta dodatek k njeni avtobiografiji je bil prirejen v gledališko igro in leta 2017 uprizorjen v Atenah.

## Publikacije
Leta 1955 je Laskaridu izdala avtobiografijo z naslovom Iz mojega dnevnika. Spomini in razmišljanja, v kateri je opisala svoje bivanje v Nemčiji in Franciji. Leta 1960 je objavila knjigo Iz mojega dnevnika. Dodatek: Velika ljubezen, v kateri je opisala svojo ljubezensko zvezo s pesnikom in esejistom Periclesom Giannopulosom.